# Cor postal (timbre de Norvège)

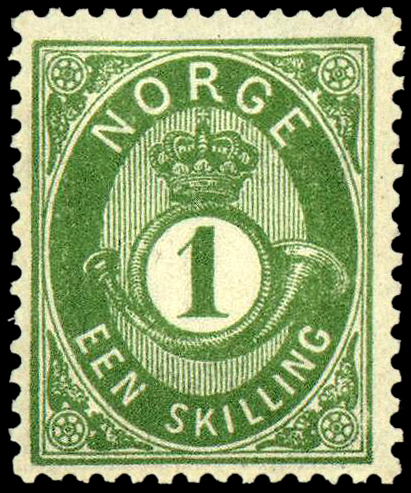
Un des premiers timbres au type Cor postal, début des années 1870.

Un cor postal illustre une série de timbres-poste d'usage courant de Norvège. Le type dessiné par Wilhelm von Hanno est utilisé depuis le 22 décembre 1871, ce qui en fait le type de timbre le plus ancien toujours en usage.
En raison de cette longue carrière, il existe une collection spécialisée de ce type selon ses valeurs faciales replacées dans le contexte économique de l'époque, les variations de papier et d'encre et les différences entre les gravures régulièrement refaites.

## Description
Le timbre représente un cor ou cornet postal, instrument de musique utilisé par le facteur pour annoncer son arrivée dans un lieu. La boucle formée par le cor est surmontée d'une couronne. Le tout s'inscrit à l'intérieur d'un ove dans lequel est inscrit le nom du pays (« NORGE ») et la valeur faciale en lettres. Celle-ci est rappelée en chiffres à l'intérieur de la boucle du cor. Dans chacun des quatre coins, est dessinée une roue ailée, rappelant les attributs du dieu romain Mercure, dont un des rôles est d'être le messager des dieux.
De 1871 à 1991, les timbres de la série sont monochromes. En 1991, le dessin devient bicolore, puis multicolore en 1997.
La dentelure n'évolue pas de 1871 à 1997, elle est de 14½ × 13½ dents sur deux centimètres, à l'exception des timbres réalisés pendant les trois premières années de son contrat par l'imprimeur Christian Knudsen, de 1895 à 1898. Avec la version multicolore, introduite en 1997, la dentelure passe à 13 dents sur 13½ pour l'imprimerie de la Banque de Norvège et 14 × 13½ pour Enschede.

## Historique

### Genèse
L'émission du Cor postal de 1871 succède à deux types : les armoiries de Norvège (un lion portant une hache) illustrant le premier timbre de Norvège en 1855 (et repris en 1867) et l'effigie d'Oscar Ier, roi de Suède et de Norvège, apparue sur une série de 1856.
Le type est dessiné par Andreas Friedrich Wilhelm von Hanno (1826-1882), un Allemand installé en Norvège depuis 1850 où il mène une carrière d'architecte. La première gravure est effectuée par le Danois Philip Batz.

### Carrière sur timbre-poste
Le premier timbre au type Cor postal est un 3 skillings rouge émis le 22 décembre 1871. La première série sert jusqu'en 1877.
En janvier 1877, la valeur faciale des Cor postal est convertie dans la nouvelle monnaie, la couronne. La valeur en lettres dans la partie inférieure de l'ovale est désormais transcrite en chiffres et en øre, avec le mot « POSTFRIM. » (pour postfrimerke : timbre-poste). La série sert essentiellement aux petites valeurs, pendant que les timbres d'usage courant à l'effigie du souverain assure les valeurs en couronnes.
La gravure est refaite en 1893 par I. Trondsen :  les capitales utilisées pour les inscriptions sont désormais empattées. En 1909, la nouvelle gravure est de H. Rui.".
En octobre 1922, le type Cor postal est limité aux valeurs de moins de 7 øre. La majorité des valeurs jusqu'à une couronne est assurée par une nouvelle série représentant le lion des armoiries de Norvège posé en haut à gauche sur un fond de couleur unie.

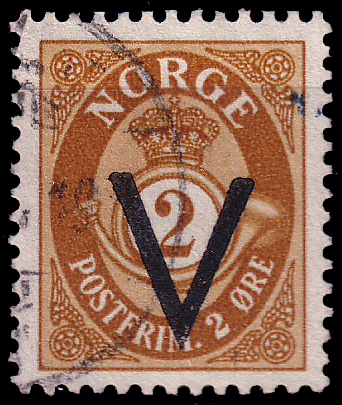
Timbre surchargé en 1941 par les autorités allemandes.

En août 1941, les autorités d'occupation allemande imposent un « V » noir surchargé en proclamation de la victoire de l'armée allemande.
En décembre 1962, le type bénéficie d'une impression en taille-douce, puis de l'usage de papier phosphorescent en 1967 pour faciliter le tri du courrier.

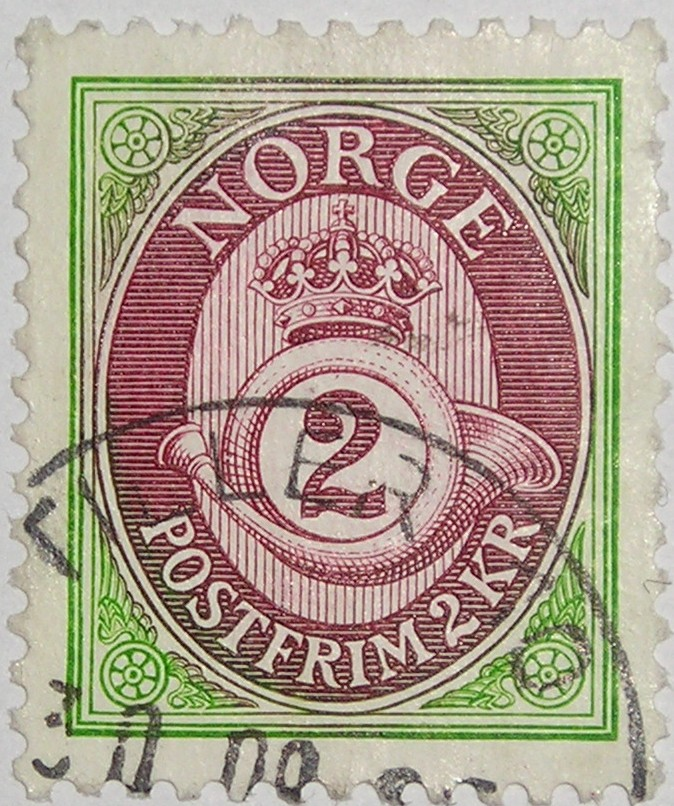
Timbre bicolore au type Cor postal, émis en 1991.

Knut Løkke-Sørensen grave à deux reprises la série : en 1978, lors de l'extension du nombre de valeurs, et en 1991 pour permettre une impression bicolore. Utilisé pour les valeurs de moins de 9 couronnes, le type n'est plus imprimé sur papier phosphorescent à partir de 1994.
Sverre Morken reprend la gravure pour la rapprocher encore plus de celle de 1871 et inaugurer une impression multicolore. Il introduit également une numération décimale des valeurs en øre à l'intérieur du cercle formé par le cor.

### Carrière sur entier postal

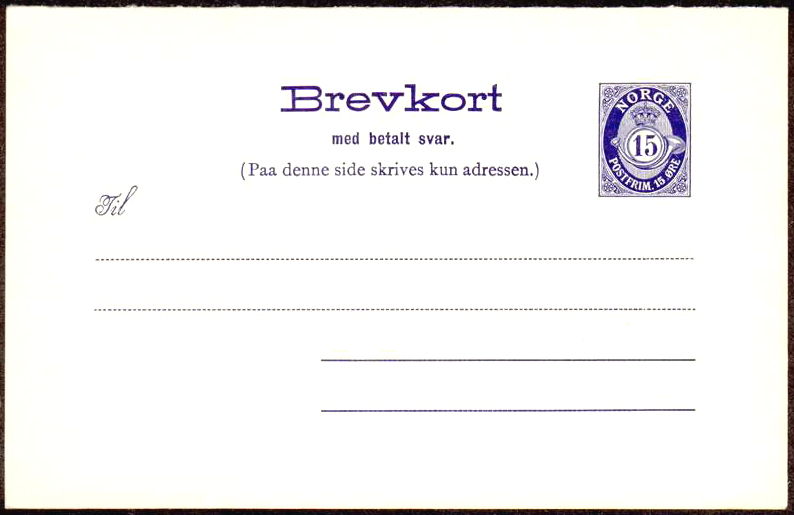
Entier postal de 1888.

Dès 1872, le dessin des 2 et 3 skiling est également utilisé sur des entiers postaux.
Dans les années 2000, le type est utilisé sur des aérogrammes.

### Impression
De 1871 à 1882, les timbres sont imprimés en typographie par P. Petersen à Christiania (ancien nom d'Oslo).
De 1882 à 1893, Christian Johnsen, également installé dans la capitale norvégienne, obtient le contrat d'impression. Il est néanmoins en concurrence de 1886 à 1895 avec les Central Printing Works de Hans Jacob Jensen. Les détails de nuances de couleurs, d'ombres sur le dessin, des inscriptions plus petites, nettes et fines sur ceux des CPW permettent de différencier les timbres originaires des deux imprimeries. En 1895, le contrat est remporté par l'imprimeur Christian Knudsen.
En 1937, l'imprimeur Emil Mostue réalise la série en photogravure. Elle est également la première en Norvège pour laquelle du papier sans filigrane est employé de 1940 à 1941, pendant l'occupation allemande.
Dans la seconde moitié du XXe siècle, la Banque Centrale de Norvège prend le relais. Après l'utilisation d'impressions par gravure, son imprimerie utilise la lithographie, tout comme l'imprimeur néerlandais Enschedé à partir de 2000.

## Timbres commémoratifs
En janvier 1955, pour le centenaire du premier timbre de Norvège, les trois principaux types d'usage courant (les lions héraldiques de 1855 et 1922) et le Cor postal ont droit chacun à un timbre sur timbre, repris surchargé à l'occasion de "Norwex", l'exposition philatélique internationale d'Oslo de juin 1955. C'est le premier de la série Cor postal qui est reproduit : le 3 skilling rouge.
Ce timbre réapparaît en mai 1972, sur un des deux timbres du centenaire du type Cor postal, avec le 2 skilling bleu de 1872. Un bloc des deux timbres est également émis.

### Sources de l'article
- James Mackay, « Horns of plenty », article paru dans Stamp Magazine n°73-7, juillet 2007, pages 58–62.
- Catalogue Yvert et Tellier, tome 3, Timbres de l'Europe de l'Ouest, 2e partie, 1998, pages 297 (1res émissions de 1871-1875) et 323 (émission bicolore de 1991).